# Człowiek z Ziemi
Człowiek z Ziemi (ang. The Man from Earth) – amerykański niskobudżetowy dramat SF z 2007 roku.

## Fabuła
Podczas przygotowań do przeprowadzki, czynionych przez profesora Johna Oldmana (David Lee Smith), odwiedzają go przyjaciele z uczelni pragnący się dowiedzieć jakie były przyczyny porzucenia przez niego stanowiska wykładowcy historii na uniwersytecie. W trakcie spontanicznej pożegnalnej imprezy, Oldman znienacka informuje ich że żyje już 14 000 lat, i zmienia miejsce zamieszkania za każdym razem gdy znajomi zauważają, że się nie starzeje.

## Obsada
- David Lee Smith jako John Oldman
- Tony Todd jako Dan
- John Billingsley jako Harry
- Ellen Crawford jako Edith
- Annika Peterson jako Sandy
- William Katt jako Art
- Alexis Thorpe jako Linda Murphy
- Richard Riehle jako Dr. Will Gruber

Ponadto epizodycznie wystąpili Robbie Bryan jako w roli policjanta oraz Steven Littles i Chase Sprague jako pracownicy firmy przeprowadzkowej.

## Twórcy
Film wyreżyserował Richard Schenkman na podstawie scenariusza Jerome'ego Bixby, muzykę skomponował Mark Hinton Stewart, a za zdjęcia odpowiadał Afshin Shahidi.

## Nagrody
- Rhode Island International Film Festival (2007)
  - Najlepszy film
  - Najlepszy scenariusz
- Festival Montevideo Fantástico (2008)
  - Najlepszy film
  - Nagroda publiczności
- Fantaspoa (2008)
  - Najlepszy reżyser
- Rio de Janeiro International Fantastic Film Festival (2008)
  - 2. miejsce w kategorii Najlepszy film
- Fixion-Sars Horror & Fantastic Film Festival (2008)
  - Najlepszy film (nagroda publiczności)
  - Najlepszy scenariusz
- International Horror & Sci-Fi Film Festival (2008)
  - Najlepszy scenariusz SF
- Buenos Aires Rojo Sangre (2008)
  - Najlepszy scenariusz

Ponadto film był, w 2007, nominowany do m.in. nagrody Saturna za najlepsze DVD.